# نینا کندی
نینا کندی (انگلیسی: Nina Kennedy؛ زادهٔ ۵ آوریل ۱۹۹۷) ورزشکار زن پرش با نیزه اهل استرالیا است.
وی در مسابقات کشوری و بین‌المللی در مجموع برندهٔ ۲ مدال طلا، ۲ مدال برنز شده است.